# Spedizione di Humana e Leyva
La spedizione di Humana e Leyva fu una spedizione non autorizzata effettuata nel territorio delle Grandi Pianure dai militari spagnoli Antonio Gutiérrez de Humana e Francisco Leyva de Bonilla in una data non ben definita fra il 1593 ed il 1595. La spedizione si risolse in un insuccesso e tutti i suoi partecipanti furono uccisi, con la sola eccezione di un indiano messicano di nome Jusepe Gutiérrez, che anni più tardi raccontò la storia della spedizione a Juan de Oñate.

## Antefatto
Nel 1594 il governatore della Nueva Vizcaya Diego de Velasco, inviò Francisco Leyva de Bonilla (talvolta indicato come Francisco Leyba de Bonilla), un capitano portoghese al servizio della corona di Spagna, a perseguire al di là delle frontiere una banda di indiani che aveva commesso delle scorrerie nella regione. Si trattava di indiani Toboso che operavano nella zona alla confluenza fra il fiume Conchos ed il Rio Grande.
Leyva de Bonilla con il suo aiutante Antonio Gutiérrez de Humana (indicato anche come Antonio Gutiérrez de Umana) reclutarono un numero imprecisato di uomini, sia spagnoli che nativi e partirono verso il nord. Di loro non si sarebbe saputo più nulla per lungo tempo.

## Spedizione secondo il racconto di Jusepe Gutiérrez
Nel febbraio del 1599, mentre Juan de Oñate si trovava nel pueblo di San Juan, un indiano messicano che si faceva chiamare Jusepe Gutiérrez dichiarò di essere un partecipante della spedizione. Il suo racconto venne raccolto e verbalizzato dal segretario di Oñate alla presenza di testimoni e costituisce la sola fonte di informazioni della suddetta spedizione.
Secondo il racconto di Jusepe la spedizione partì da Santa Barbara dove erano stati reclutati un certo numero di uomini. Essi puntarono quindi verso nord seguendo il percorso delle spedizioni che li avevano preceduti lungo il Río Conchos e il Rio Grande. Sembra che avessero viaggiato per circa un anno fra i Pueblo avendo stabilito il loro quartier generale a San Ildefonso Pueblo.
Successivamente essi si spostarono a est raggiungendo il pueblo di Pecos e poi la zona dove vivevano le mandrie di bisonti, con un viaggio di circa un mese. In questo viaggio incontrarono anche degli accampamenti di Querecho, da loro chiamati Vaquereo (Apache). Dopo altre due settimane di viaggio nella stessa direzione, in cui le mandrie di bisonti diventavano sempre più grandi, giunsero alla biforcazione di due grandi fiumi, probabilmente la confluenza del Canadian con l'Arkansas. Poco oltre il secondo fiume incontrarono un grande insediamento indiano, che impiegarono due giorni ad attraversare. Si trattava probabilmente di un posto noto come Quivira, già visitato da Coronado nel 1541 e che sarebbe poi stato visitato nel 1601 da Oñate. L'insediamento era formato da centinaia di case costituite da capanne con una struttura di pali di legno con pareti e tetto di paglia a forma di cupola. I nativi vivevano dipendeva principalmente dalla caccia al bisonte per la loro sussistenza, ma all'interno dell'accampamento vi erano anche coltivazioni di mais, fagioli e zucche. I nativi, che appartenevano alla tribù dei Wichita, accolsero gli spagnoli pacificamente e li rifornirono abbondantemente di cibo.
Lasciato alle spalle il villaggio Wichita il gruppo proseguì verso nord incontrando mandrie di bisonti ancora più grandi.
Dopo tre giorni che avevano lasciato il villaggio insorsero delle questioni fra il capitano Leyva e Antonio Gutiérrez de Humana. Dopo una intera giornata passata nella sua tenda a scrivere, Humana mandò a chiamare il capitano Leyva e quando questi gli fu davanti tirò fuori un coltello da macellaio e lo colpì a morte.
Dopo la morte di Leyva il gruppo proseguì il viaggio e dopo dieci giorni dalla partenza dal grande insediamento raggiunse la riva di un fiume largo circa un quarto di lega (circa un chilometro). Qui Jusepe ed altri cinque indiani abbandonarono la spedizione. Alcuni si persero e vennero uccisi, mentre Jusepe fu fatto prigioniero dagli Apache e visse con loro per un anno fino a quando fuggì e fece ritorno nel Nuovo Messico fermandosi presso il pueblo di Pecos.
Secondo i resoconti successivi raccolti da Oñate dai nativi di Quivira, Humana e gli altri membri della spedizione vennero uccisi dagli indiani diciotto giorni dopo aver lasciato l'accampamento di Quivira.